# Polastron (Alto Garona)
 Polastron  es una población y comuna francesa, en la región de Mediodía-Pirineos, departamento de Alto Garona, en el distrito de Muret y cantón de Le Fousseret.

## Demografía
| 106 | 92 | 80 | 67 | 61 | 64 |
| Para los censos de 1962 a 1999 la población legal corresponde a la población sin duplicidades (Fuente: INSEE [Consultar]) |    |    |    |    |    |